# マーソ
マーソ株式会社は、東京都港区虎ノ門に本社を置き、人間ドックや健康診断のインターネット予約サービスを提供する企業である。
2023年12月21日に東京証券取引所グロース市場へ上場。

## 概要
マーソ株式会社は、予防医療領域に特化したITサービスを提供する日本の企業で、2015年2月に三和システム株式会社の医療事業を分社化して設立された。前身となる健診予約システムは2012年に始まり、2013年に人間ドック・健康診断予約ポータルサイト「MRSO（マーソ）」のサービスを開始。以来、全国の医療機関と提携し、オンラインでの健診予約を可能にする仕組みを構築してきた。
現在は、医療機関向けの予約・業務管理SaaS、企業の健診業務を支援する法人向けサービス、地方自治体に向けた住民健診やワクチン接種予約システムの提供など、事業領域を拡大している。また、医療ツーリズムやインバウンドの受診支援、人間ドックギフト券の発行、医療リサーチ事業なども展開。医療機関と受診者の橋渡しを担うとともに、「予防医療 × テクノロジー」という事業を通じて健康寿命8年の延伸に挑戦している。
社名は、英語のMedical+Revolution+Solutionsに由来。

## 提携・出資
イーウェルとの提携：健康保険組合向けの健診WEB予約サービスで協業。 
SHIFTとの資本業務提携：健康経営サービスにおける協業を実施。 
エルピクセルへの出資：AI画像診断技術を持つエルピクセル株式会社へ出資。 

## 社会的貢献・特筆性
2021年に地方自治体向けに新型コロナウィルスワクチン接種のWEB予約システムを提供、株式会社日本旅行や株式会社JTBと協力し、全国600以上の地方自治体における迅速なワクチン接種体制の確立に貢献した。

## 沿革[14]
- 2008年
  - 12月 - 都内クリニックに人間ドック予約システムを納入

- 2012年
  - 4月 - 三和システム株式会社の新規事業として、人間ドック・健診予約システム「MRS（エム・アール・エス）」提供開始
- 2013年
  - 1月 - 人間ドック・健診予約サイト「MRSO（マーソ）」提供開始
- 2013年
  - 5月 - MRSO（マーソ）、リリースから3ヶ月で160施設と提携
- 2014年
  - 11月 - MRSO（マーソ）、株式会社Tポイント・ジャパンと業務提携しTポイント付与が可能に
  - 12月 - みんなで伸ばそう健康寿命「+8Y（プラス ハチ ワイ）」提供開始
- 2015年
  - 2月 - マーソ株式会社設立
  - 4月 - 株式会社ジャフコを引受先として第三者割当増資
  - 4月 - 国内初となる人間ドックの共通ギフト券「マーソギフト券」を発売開始
  - 10月 - 西武ホールディングス、プリンスホテルと提携
  - 12月 - 中国最大手の旅行ポータルサイトCTRIPと提携
- 2016年
  - 2月 - 日本人間ドック学会と提携
  - 4月 - 竹中平蔵氏がマーソ株式会社の経営顧問に就任
- 2017年
  - 4月 - 代表取締役社長交代
  - 4月 - アフラック・コーポレート・ベンチャーズを引受先として第三者割当増資
  - 12月 - メディカル・データ・ビジョン株式会社と資本業務提携を実施
- 2018年
  - 2月 - 森トラスト株式会社と資本業務提携を実施
- 2020年
  - 8月 - 住友生命保険相互会社と業務提携を実施
- 2021年
  - 1月 - 「新型コロナウイルスワクチン接種WEB予約サービス」の提供を開始
  - 2月 - 株式会社日本旅行と業務提携を実施
  - 6月 - 株式会社JTBと業務提携を実施
- 2022年
  - 6月 - 明治安田生命保険相互会社と業務提携を実施
  - 6月 - ソニー生命保険株式会社と業務提携を実施
  - 8月 - 行政WEB予約サービス『GOYOYAKU』の提供を開始
- 2023年
  - 10月 - 株式会社イーウェルと両社保有資産を活用したサービス提供に関する業務提携を実施
  - 10月 - 株式会社SHIFTと健康経営に対するサービス提供に関する業務提携を実施
  - 12月 - 東証グロース市場に新規上場、証券コード5619
- 2024年
  - 4月 - 株主優待制度を新設
- 2025年
  - 3月 - 法人向け健診WEB予約サービスを本格開始

## 関連会社（子会社）
- MRSO ASIA [15]